# Liz Fraser
Pour les articles homonymes, voir Elisabeth Fraser, Elizabeth Fraser et Fraser.
Elizabeth Joan Winch, connue sous le nom Liz Fraser, est une actrice britannique née le 14 août 1930 et morte le 6 septembre 2018.
Elle est connue pour ses rôles provocateurs de « blonde stupide » dans les films de comédie britanniques des années 1950, 1960 et 1970. Ceux-ci incluent :
- Après moi le déluge (1959) ;
- Desert Mice (1959) ;
- Le Paradis des monte-en-l'air (1960) ;
- L'Amour en pilules (1960) ;
- Norman dans la marine (1960) ;
- The Pure Hell of St. Trinian's (1960) ;
- Les Pirates de la nuit (1961) ;
- The Rebel (1961) ;
- plusieurs films de la série Carry On (1961-1963 et 1975).